# Veleta
Veleta – szczyt w paśmie Sierra Nevada. Leży w południowej Hiszpanii, w regionie Andaluzja, w prowincji Grenada. To drugi co do wysokości szczyt Sierra Nevada i Gór Betyckich.